# 回回 (哈剌乞台氏)
回回（1267年—1325年），哈剌乞台氏，元朝官员。
回回祖父脱密剌温，跟随忽必烈攻打南宋，讨阿里不哥，有功。又参与讨伐李璮。定居信都。其父那海，参与平定浙东西，以功授千户，超授潭州万户府达鲁花赤，升任为宿州蒙古、汉军上万户达鲁花赤。
回回在元成宗即位后，宿卫皇太后，升任为左司郎中。至大二年（1309年），擢升为中奉大夫、参议中书省事。皇太弟赐东宫经史。皇太弟即位为元仁宗，回回转任大中大夫，仍参议中书省事。五月后，历任兵部尚书、礼部尚书。九月，命工部尚书郑允中赐给他金带。升为正议大夫、同佥枢密院事。皇庆二年（1313年），擢升为中奉大夫、昭文馆大学士，仍同佥枢密院事。命代替佥院刘方统兵江南，回京后为礼部尚书。九月，出为淮东道宣慰使，访民疾苦。延祐元年，还朝。延祐二年（1315年），授河东陕西道宣慰使，平反冤狱。擢升为宣徽副使，进升为通奉大夫。复核两淮屯田，得田千七百余顷，粮千四百余石，钞二万四千余锭。召还，为行省参知政事、福寿院使、资善大夫。元英宗即位，拜为浙江行省参知政事。至治元年（1321年），为父丁忧。丞相拜住推荐为大都路总管，兼大兴府尹。泰定二年（1325年）去世，时年五十九岁。子奴奴、童童。